# Teicoplanine
La teicoplanine est une molécule antibiotique, de la classe des glycopeptides.

## Mode d'action
La teicoplanine bloque la transpeptidation par fixation aux peptides précurseurs de la paroi bactérienne.